# Tlacoapa Me’phaa jezik
Tlacoapa Me’phaa jezik (ISO 639-3: tpl; mi’phàà minuíí mi’pa, tlacoapa tlapanec, tlapaneco de tlacoapa), indijanski jezik tlapanečke porodice otomanganskih jezika, kojim govori oko 18 000 Indijanaca (2005 SIL) na istoku meksičke države Guerrero u općini Tlacoapa: Tlacoapa, Sabana, Tlacotepec, Laguna Seca, Tenamazapa i Totomixtlahuaca.

## Vanjske poveznice
- Ethnologue (14th)
- Ethnologue (15th)